# Macugonalia contristata
Macugonalia contristata är en insektsart som beskrevs av Young 1977. Macugonalia contristata ingår i släktet Macugonalia och familjen dvärgstritar. Inga underarter finns listade i Catalogue of Life.